# CIWS
CIWS - akronim za Close-In Weapon System je artilerijski sistem za obrambo pred raketami ali zrakoplovi, ki so predrli vse druge linije obrambe. Skoraj vsi topovski CIWS sistemi uporabljajo Gatlingov top. Doseg topovskih CIWS sistemov je po navadi nekaj kilometrov (do 4 km), kar je precej manj kot pri protiletalskih raketah - zato se v nekaterih primerih uporablja v CIWS sistemih tudi vodljive rakete. Laserski CIWS sistemi so trenutno v fazi testiranja.
CIWS sisteme se večinoma uporablja na vojaških ladjah, obstajajo pa tudi kopenski.

## CIWS sistemi
- AK-630
- DARDO
- Denel 35mm Dual Purpose Gun
- Goalkeeper CIWS
- Kaštan
- Meroka CIWS
- Myriad CIWS
- Oerlikon Millennium 35 mm Naval Revolver Gun System[1][2]
- Phalanx CIWS
- Sea Zenith
- Tip 730 CIWS

## Primerjava topovskih CIWS sistemov
|                          | AK-630                                       | Phalanx CIWS                                     | Goalkeeper CIWS                            | DARDO                               | Millennium                                                                 |
| ------------------------ | -------------------------------------------- | ------------------------------------------------ | ------------------------------------------ | ----------------------------------- | -------------------------------------------------------------------------- |
| Teža                     | 9.114 kg (20.093 lb)                         | 6.200 kg (13.700 lb)                             | 9.902 kg (21.830 lb)                       | 5.500 kg (12.100 lb)                | 3.300 kg (7.300 lb)                                                        |
| Orožje                   | 30 mm (1,2 in) 6-cevni GŠ-6-30 Gatlingov top | 20 mm (0,79 in) 6-cevni M61 Vulcan Gatlingov top | 30 mm (1,2 in) 7-cevni GAU-8 Gatlingov top | 40 mm (1,6 in) 2-cevni Bofors 40 mm | 35 mm (1,4 in) 1-cevni Oerlikon Millennium 35 mm Naval Revolver Gun System |
| Hitrost streljanja       | 5000 navojev na minuto                       | 4500 navojev na minuto                           | 4200 navojev na minuto                     | 600/900 navojev na minuto           | 200/1000 navojev na minuto                                                 |
| Efektivni doseg          | 4.000 m (13.000 ft)                          | 3.600 m (11.800 ft)                              | 2.000 m (6.600 ft)                         | 4.000 m (13.000 ft)                 | 3.500 m (11.500 ft)                                                        |
| Število nabojev          | 2000                                         | 1550                                             | 1190                                       | 736                                 | 252                                                                        |
| Izstopna hitrost nabojev | 900 m/s                                      | 1100 m/s                                         | 1109 m/s                                   | 1000 m/s                            | 1050 m/s                                                                   |
| Naklon cevi              | -12 do +88 stopinj                           | -25 do +85 stopinj                               | -25 do +85 stopinj                         | -13 do +85 stopinj                  | -15 do +85 stopinj                                                         |

## Raketni CIWS sistemi
- 9K33 Osa (SA-N-4 Gecko)
- 9K331 (SA-N-9 Gauntlet)
- 9M311 (SA-N-11 Grisom)
- Barak 1 in Barak 8,
- Crotale-NG
- HQ-7
- RIM-116 Rolling Airframe Missile
- Sadral
- Sea-Sprint
- Modernizirani Sea Wolf
- Sea Sparrow Block 1
  - Evolved Sea Sparrow